# Yezoceryx angulareolus
Yezoceryx angulareolus är en stekelart som beskrevs av Wang 1993. Yezoceryx angulareolus ingår i släktet Yezoceryx och familjen brokparasitsteklar. Inga underarter finns listade i Catalogue of Life.